# یوتیومن اورگودول
یوتیومن اورگودول (به مغولی: Оргодолын Үйтүмэн؛ زادهٔ ۲۹ آوریل ۱۹۸۹) یک کشتی‌گیر اهل مغولستان است. 
از افتخارات وی می‌توان به کسب مدال برنز بازی‌های آسیایی ۲۰۱۸ اشاره کرد.